# 一色真人
一色真人，日本漫畫家，女性。

## 簡歷
- 1984年：以出道。
- 1995年：作品《花田少年史》獲得第19回講談社漫畫賞的一般部門賞。[1]
- 2008年：作品《琴之森》獲得第12屆日本新媒體動漫藝術節漫畫部門大賞。[2]
- 2015年：作品《琴之森》于漫画杂志《Morning》49号完结。

## 作品
- 高中小子《出直しといで!（日语：出直しといで!）》全6冊
- 艺力满FUN《ハッスル（日语：ハッスル）》全6冊
- 花田少年史全5冊
- 来自人鱼庄的爱全1冊
- 琴之森全26冊
- 小時候（2013年出版的短篇集）全1冊